# Richard Marx
Richard Noel Marx (født 16. september 1963 i Chicago, Illinois) er en amerikansk pop/rock singer-songwriter og producer, der har solgt over 30 millioner albums. Han havde en lang række hits i 1980'erne og 1990'erne, der bl.a. inkluderer "Endless Summer Nights," "Right Here Waiting," "Now and Forever" og "Hazard". Selvom nogle af hans største hits har været ballader, har mange af hans sange været klassiske rocksang€, såsom "Don't Mean Nothing," "Should've Known Better," "Satisfied" og "Too Late to Say Goodbye."
Marx har formået at skrive sig ind i historiebøgerne ved at være den første solokunstner, der havde syv singler på Top 5 på Billboard Hot 100 singles hitlisten (3, 3, 2, 1, 1, 1, 4). Hans pladesalg på verdensplan er over 30 millioner eksemplarer. Bortset fra sange, som han har skrevet, komponeret og indspillet selv, har han skrevet og/eller komponeret og samarbejdet med at skrive og/eller komponeret og produceret for et udvalg af andre succesfulde musikere, heriblandt "This I Promise You" fra NSYNC og "Dance With My Father" fra Luther Vandross. Sidstnævnte sang modtog adskillige Grammy Awards. Hans fjortende og seneste hitsingle, "Long Hot Summer", der blev sunget af Keith Urban, gav Marx æren af at have en sang, som han var med til at skrive på toppen af hitlisterne i fire forskellige årtier.
Marx begyndte sin karriere som backing vocal for Lionel Richie samt som tv-reklame-sanger.

## Privatliv
Den 8. januar 1989 giftede Marx si med sangeren, danseren og skuespillerinden Cynthia Rhodes. Rhodes spillede og sang i filmen Staying Alive fra 1983, Flashdance fra 1983 og nok mest berømt fra succesfilmen Dirty Dancing fra 1987. Hun var var også med som "hovedrolle" i Marx' første musikvideo til sangen "Don't Mean Nothing." Rhodes var også kortvarigt forsanger i den anden sammensætning af synthpopbandet Animotion i slutningen af 1980'erne. Parret fik tre sønner — Brandon (født 1990), Lucas (født 1992) og Jesse (født 1994) — og havde tidligere boet i Lake Bluff ved Illinois. For nuværende bor Marx i Los Angeles. I en artikel fra den 4. april 2014 annoncerede parret at de gik fra hinanden efter 25 års ægteskab. Den 23. december 2015 giftede Marx sig med Daisy Fuentes i Aspen, Colorado, hvilket blev bekræftet på hans officielle Facebookside.
Parret havde været kærester i mindst et år inden.

## Diskografi
- Richard Marx (1987)
- Repeat Offender (1989)
- Rush Street (1991)
- Paid Vacation (1994)
- Flesh and Bone (1997)
- Days in Avalon (2000)
- My Own Best Enemy (2004)
- Emotional Remains (2008)
- Sundown (2008)
- Christmas Spirit (2012)
- Beautiful Goodbye (2014)

## Filmografi
| År   | Film/serie                                 | Rolle    | Noter                                           |
| ---- | ------------------------------------------ | -------- | ----------------------------------------------- |
| 1980 | Coach Of The Year                          | Sig selv | Krediteret som Richard Marks                    |
| 2008 | Ringo Starr & His All Starr Band Live 2006 | Sig selv |                                                 |
| 2010 | Tim and Eric Awesome Show, Great Job!      | Sig selv | Episode: "Greene Machine"                       |
| 2011 | Stories to Tell                            | Sig selv | Filmet i Shepherd's Bush i London, England      |
| 2012 | A Night Out with Friends                   | Sig selv | Filmet i Arcada Theatre i St. Charles, Illinois |
| 2014 | Back In The Day                            | Nabo     |                                                 |